# Cimanyangray
Cimanyangray is een bestuurslaag in het regentschap Lebak van de provincie Banten, Indonesië. Cimanyangray telt 2438 inwoners (volkstelling 2010).